# Кучук, Октавиан
Октавиан Кучук (рум. Octavian Cuciuc, род. 13 сентября 1977, Бендеры) — молдавский и австралийский борец вольного стиля. Участник летних Олимпийских игр 2000 года.

## Биография
Октавиан Кучук родился 13 сентября 1977 года в городе Бендеры Молдавской ССР (сейчас в Приднестровье).
Выступал в соревнованиях по вольной борьбе за «Олимпию» из Кишинёва.
В 1997 году завоевал бронзовую медаль юниорского чемпионата мира в Хельсинки в весовой категории до 56 кг. Дважды был бронзовым призёром юниорских чемпионатов Европы: в 1995 году в Виттене (54 кг) и в 1997 году в Стамбуле (60 кг).
Дважды участвовал в чемпионатах мира: в 1998 году в Тегеране занял в весовой категории до 58 кг 11-е место, в 1999 году в Анкаре — 5-е.
Дважды выступал на чемпионатах Европы: в 1999 году в Минске занял в весовой категории до 58 кг 4-е место, в 2000 году в Будапеште в весовой категории до 63 кг — 11-е.
В 2000 году вошёл в состав сборной Молдавии на летних Олимпийских играх в Сиднее. В весовой категории до 58 кг на групповом этапе проиграл Дамиру Захартдинову из Узбекистана — 0:5 и Харуну Догану из Турции — 2:6 и победил Мурада Рамазанова из России — 3:0. Заняв 3-е место в группе, выбыл из борьбы.
Впоследствии перебрался в Австралию. В 2001 году стал чемпионом Австралии.